# Rinorea niccolifera
Rinorea niccolifera Fernando, 2014 è una pianta appartenente alla famiglia delle Violaceae, descritta per la prima volta sull'isola di Luzon, nelle Filippine.
È nota per la sua capacità di essere un notevole bio-accumulatore di nichel. Nei campioni sono stati registrati più di 18.000 mg di nichel per chilogrammo in tessuto vegetale, ed è stata per questo motivo classificata come iper-accumulatrice. Inoltre, è la pianta più vicina a Rinorea bengalensis, anch'essa nota per essere una iper-accumulatrice di nichel.